# الماس كندي (أرشق)
الماس کندي (بالفارسية: الماس کندی) هي منطقة سكنية تقع في إيران في قسم أرشق الشرقي الريفي.